# Ajos Joanis Selemani
Ajos Joanis Selemani (gr. Άγιος Ιωάννης Σελέμανη) – wieś w Republice Cypryjskiej, w dystrykcie Nikozja.